# Campionati italiani assoluti di atletica leggera 2014
I CIV campionati italiani assoluti di atletica leggera si sono tenuti a Rovereto, presso lo Stadio Quercia, tra il 18 e il 20 luglio 2014. Sono stati assegnati 40 titoli italiani in altrettante specialità, al maschile e al femminile.
Durante la manifestazione si sono svolti anche i campionati italiani assoluti di prove multiple, che hanno visto l'assegnazione di ulteriori 2 titoli: uno nell'eptathlon e uno nel decathlon.

## Risultati

### Uomini
| Specialità                                                                              | Oro                                                                                             | Prestazione | Argento                                                                                  | Prestazione | Bronzo                                                                                          | Prestazione |
| Corse                                                                                   |                                                                                                 |             |                                                                                          |             |                                                                                                 |             |
| 100 m                                                                                   | Delmas Obou Gruppi Sportivi Fiamme Gialle                                                       | 10"33       | Jacques Riparelli Centro Sportivo Aeronautica Militare                                   | 10"41       | Federico Ragunì CUS Palermo                                                                     | 10"50       |
| 200 m                                                                                   | Diego Marani Gruppi Sportivi Fiamme Gialle                                                      | 20"47       | Matteo Galvan Gruppi Sportivi Fiamme Gialle                                              | 20"71       | Fausto Desalu Gruppi Sportivi Fiamme Gialle                                                     | 20"82       |
| 400 m                                                                                   | Matteo Galvan Gruppi Sportivi Fiamme Gialle                                                     | 45"58       | Davide Re CUS Torino                                                                     | 46"00       | Lorenzo Valentini Gruppi Sportivi Fiamme Gialle                                                 | 46"52       |
| 800 m                                                                                   | Giordano Benedetti Gruppi Sportivi Fiamme Gialle                                                | 1'49"09     | Lukas Rifesser Centro Sportivo Esercito                                                  | 1'50"46     | Gabriele Bizzotto CUS Parma                                                                     | 1'50"48     |
| 1500 m                                                                                  | Mohad Abdikadar Sheik Ali Centro Sportivo Aeronautica Militare                                  | 3'46"63     | Marco Pettenazzo Atletica Città di Padova                                                | 3'48"01     | Soufiane El Kabbouri CUS Torino                                                                 | 3'48"15     |
| 5000 m                                                                                  | Marouan Razine Centro Sportivo Esercito                                                         | 14'13"88    | Manuel Cominotto Atletica Firenze Marathon                                               | 14'14"15    | Marco Najibe Salami Centro Sportivo Esercito                                                    | 14'14"50    |
| 3000 m siepi                                                                            | Patrick Nasti Gruppi Sportivi Fiamme Gialle                                                     | 8'42"91     | Giuseppe Gerratana Centro Sportivo Aeronautica Militare                                  | 8'48"00     | Ala Zoghlami CUS Palermo                                                                        | 8'48"16     |
| 110 m hs                                                                                | Hassane Fofana Gruppo Sportivo Fiamme Oro                                                       | 13"60       | Lorenzo Perini Centro Sportivo Aeronautica Militare                                      | 13"83       | Samuele Devarti CUS Genova                                                                      | 13"88       |
| 400 m hs                                                                                | Leonardo Capotosti Gruppi Sportivi Fiamme Gialle                                                | 50"17       | Giacomo Panizza Gruppo Sportivo Fiamme Oro                                               | 50"90       | Aramis Diaz Atletica Riccardi                                                                   | 50"94       |
| Marcia 10 km                                                                            | Giorgio Rubino Gruppi Sportivi Fiamme Gialle                                                    | 40'13"      | Federico Tontodonati CUS Torino                                                          | 40'21"      | Matteo Giupponi Centro Sportivo Carabinieri                                                     | 40'44" ~    |
| Staffetta 4×100 m                                                                       | Gruppi Sportivi Fiamme Gialle Fabio Cerutti Fausto Desalu Diego Marani Delmas Obou              | 39"29       | Atletica Vicentina Alessandro Brogliato Alessandro Pino Ivano Carraro Francesco Tarussio | 40"82       | Enterprise Sport & Service Bruno Scaglione Ciro Riccardi Gaetano Di Franco Massimiliano Ferraro | 40"86       |
| Staffetta 4×400 m                                                                       | Gruppi Sportivi Fiamme Gialle Marco Lorenzi Leonardo Capotosti Michele Tricca Lorenzo Valentini | 3'08"81     | CUS Torino Stefano Putero Salvatore Floris Marco Gadaleta Davide Re                      | 3'13"03     | Enterprise Sport & Service Ciro Riccardi Vito Incantalupo Giovanni Milazzo Lorenzo Veroli       | 3'14"18     |
| Salti                                                                                   |                                                                                                 |             |                                                                                          |             |                                                                                                 |             |
| Salto in alto                                                                           | Gianmarco Tamberi Gruppi Sportivi Fiamme Gialle                                                 | 2,22 m      | Ferrante Grasselli La Fratellanza 1874                                                   | 2,19 m      | Andrea Bettinelli Gruppi Sportivi Fiamme Gialle                                                 | 2,19 m      |
| Salto con l'asta                                                                        | Giorgio Piantella Centro Sportivo Carabinieri                                                   | 5,40 m      | Marco Boni Centro Sportivo Aeronautica Militare                                          | 5,25 m      | Matteo Rubbiani Centro Sportivo Aeronautica Militare                                            | 5,25 m      |
| Salto in lungo                                                                          | Emanuele Catania Gruppi Sportivi Fiamme Gialle                                                  | 7,98 m      | Stefano Tremigliozzi Centro Sportivo Aeronautica Militare                                | 7,92 m      | Kevin Ojiaku Gruppi Sportivi Fiamme Gialle                                                      | 7,75 m      |
| Salto triplo                                                                            | Fabrizio Schembri Centro Sportivo Carabinieri                                                   | 16,61 m     | Daniele Cavazzani Atletica Studentesca CA.RI.RI.                                         | 16,52 m     | Riccardo Appoloni Atletica Insieme New Foods                                                    | 16,10 m     |
| Lanci                                                                                   |                                                                                                 |             |                                                                                          |             |                                                                                                 |             |
| Getto del peso                                                                          | Daniele Secci Gruppi Sportivi Fiamme Gialle                                                     | 18,55 m     | Paolo Dal Soglio Centro Sportivo Carabinieri                                             | 18,10 m     | Marco Dodoni Gruppo Sportivo Forestale                                                          | 17,51 m     |
| Lancio del disco                                                                        | Hannes Kirchler Centro Sportivo Carabinieri                                                     | 62,73 m     | Giovanni Faloci Gruppi Sportivi Fiamme Gialle                                            | 61,04 m     | Federico Apolloni Centro Sportivo Aeronautica Militare                                          | 57,74 m     |
| Lancio del martello                                                                     | Nicola Vizzoni Gruppi Sportivi Fiamme Gialle                                                    | 75,99 m     | Marco Lingua Gruppi Sportivi Fiamme Gialle                                               | 72,29 m     | Marco Bortolato Atletica Malignani Libertas Udine                                               | 65,59 m     |
| Lancio del giavellotto                                                                  | Norbert Bonvecchio Atletica Trento                                                              | 78,96 m     | Roberto Bertolini Gruppo Sportivo Fiamme Oro                                             | 76,32 m     | Mauro Fraresso Silca Ultralite Vittorio Veneto                                                  | 73,41 m     |
| record dei campionati; record nazionale; record personale; record personale stagionale. |                                                                                                 |             |                                                                                          |             |                                                                                                 |             |

### Donne
| Specialità                                                                              | Oro                                                                                           | Prestazione | Argento                                                                          | Prestazione | Bronzo                                                                                             | Prestazione |
| Corse                                                                                   |                                                                                               |             |                                                                                  |             | |             |
| 100 m                                                                                   | Irene Siragusa Atletica 2005                                                                  | 11"51       | Audrey Alloh Gruppo Sportivo Fiamme Azzurre                                      | 11"53       | Martina Amidei Centro Sportivo Aeronautica Militare                                                | 11"71       |
| 200 m                                                                                   | Irene Siragusa Atletica 2005                                                                  | 23"27       | Marzia Caravelli Centro Sportivo Aeronautica Militare                            | 23"47       | Martina Amidei Centro Sportivo Aeronautica Militare                                                | 23"49       |
| 400 m                                                                                   | Libania Grenot Gruppi Sportivi Fiamme Gialle                                                  | 50"55       | Chiara Bazzoni Centro Sportivo Esercito                                          | 52"47       | Maria Enrica Spacca Gruppo Sportivo Forestale                                                      | 52"56       |
| 800 m                                                                                   | Marta Milani Centro Sportivo Esercito                                                         | 2'05"01     | Lorenza Canali Gruppo Sportivo Fiamme Azzurre                                    | 2'05"21     | Isabella Cornelli Atletica Bergamo 1959 Creberg                                                    | 2'06"43     |
| 1500 m                                                                                  | Federica Del Buono Gruppo Sportivo Forestale                                                  | 4'10"26     | Elisa Bortoli Atletica Brescia 1950                                              | 4'20"85     | Judit Varga Edera Atletica Forlì                                                                   | 4'21"35     |
| 5000 m                                                                                  | Giulia Viola Gruppi Sportivi Fiamme Gialle                                                    | 15'55"98    | Laila Soufyane Centro Sportivo Esercito                                          | 16'10"99    | Valentina Costanza Centro Sportivo Esercito                                                        | 16'28"19    |
| 3000 m siepi                                                                            | Valeria Roffino Gruppo Sportivo Fiamme Azzurre                                                | 9'53"82     | Nicole Svetlana Reina Pro Patria Milano                                          | 10'12"91    | Elisa Cova Pro Patria Milano                                                                       | 10'17"28    |
| 100 m hs                                                                                | Marzia Caravelli Centro Sportivo Aeronautica Militare                                         | 13"07       | Giulia Pennella Centro Sportivo Esercito                                         | 13"18       | Alessandra Arienti CUS Parma                                                                       | 13"44       |
| 400 m hs                                                                                | Yadisleidy Pedroso Centro Sportivo Aeronautica Militare                                       | 55"84       | Francesca Doveri Centro Sportivo Esercito                                        | 57"52       | Raphaela Lukudo Mollificio Modenese Cittadella                                                     | 58"68       |
| Marcia 10 km                                                                            | Antonella Palmisano Gruppi Sportivi Fiamme Gialle                                             | 45'15"      | Federica Curiazzi Atletica Bergamo 1959 Creberg                                  | 46'21" ~    | Serena Pruner Società Ginnastica Amsicora                                                          | 49'02" ~    |
| Staffetta 4×100 m                                                                       | Gruppo Sportivo Forestale Giulia Latini Martina Giovanetti Giulia Arcioni Maria Enrica Spacca | 45"06       | Bracco Atletica Laura Gamba Daniela Tassani Sara Balduchelli Marta Maffioletti   | 45"93       | CUS Pisa Atletica Cascina Valentina Leonardi Giulia Liboà Silvia Zerbini Michela D'Angelo          | 46"58       |
| Staffetta 4×400 m                                                                       | Centro Sportivo Esercito Clelia Calcagno Maria Benedicta Chigbolu Marta Milani Chiara Bazzoni | 3'38"44     | Bracco Atletica Giulia Alberti Beatrice Mazza Flavia Battaglia Marta Maffioletti | 3'40"44     | Nuova Atletica Fanfulla Lodigiana Valentina Zappa Clarissa Pelizzola Alessia Ripamonti Giulia Riva | 3'44"68     |
| Salti                                                                                   |                                                                                               |             |                                                                                  |             | |             |
| Salto in alto                                                                           | Alessia Trost Gruppi Sportivi Fiamme Gialle                                                   | 1,90 m      | Desirée Rossit Gruppo Sportivo Fiamme Oro                                        | 1,88 m      | Elena Brambilla Gruppo Sportivo Fiamme Azzurre                                                     | 1,84 m      |
| Salto con l'asta                                                                        | Roberta Bruni Gruppo Sportivo Forestale                                                       | 4,30 m      | Giorgia Benecchi Centro Sportivo Esercito                                        | 4,25 m      | Sonia Malavisi Gruppi Sportivi Fiamme Gialle                                                       | 4,15 m      |
| Salto in lungo                                                                          | Tania Vicenzino Centro Sportivo Esercito                                                      | 6,51 m      | Dariya Derkach Centro Sportivo Aeronautica Militare                              | 6,42 m      | Martina Lorenzetto Atletica Silca Conegliano                                                       | 6,21 m      |
| Salto triplo                                                                            | Dariya Derkach Centro Sportivo Aeronautica Militare                                           | 13,10 m     | Eleonora D'Elicio Gruppo Sportivo Fiamme Azzurre                                 | 13,10 m     | Cecilia Pacchetti Atletica Brescia 1950                                                            | 13,04 m     |
| Lanci                                                                                   |                                                                                               |             |                                                                                  |             | |             |
| Getto del peso                                                                          | Chiara Rosa Gruppo Sportivo Fiamme Azzurre                                                    | 14,61 m     | Monia Cantarella Atletica Studentesca CA.RI.RI.                                  | 14,64 m     | Francesca Stevanato Atletica Brescia 1950                                                          | 14,08 m     |
| Lancio del disco                                                                        | Valentina Aniballi Centro Sportivo Esercito                                                   | 55,54 m     | Laura Bordignon Gruppo Sportivo Fiamme Azzurre                                   | 54,86 m     | Natalina Capoferri Atletica Brescia 1950                                                           | 52,19 m     |
| Lancio del martello                                                                     | Micaela Mariani CUS Pisa Atletica Cascina                                                     | 66,24 m     | Elisa Palmieri Centro Sportivo Esercito                                          | 66,03 m     | Lucia Prinetti Anzalapaya PGS Decathlon Vercelli                                                   | 59,02 m     |
| Lancio del giavellotto                                                                  | Sara Jemai Centro Sportivo Esercito                                                           | 53,85 m     | Maddalena Purgato Assindustria Sport Padova                                      | 53,06 m     | Ilaria Casarotto Atletica Vicentina                                                                | 52,27 m     |
| record dei campionati; record nazionale; record personale; record personale stagionale. |                                                                                               |             |                                                                                  |             | |             |

### Campionati italiani di prove multiple
| Specialità                                                                              | Oro                                    | Prestazione | Argento                                           | Prestazione | Bronzo                                               | Prestazione |
| Decathlon (uomini)                                                                      | Michele Calvi Centro Sportivo Esercito | 7492 p.     | Simone Cairoli Atletica Lecco Colombo Costruzioni | 7322 p.     | Gianluca Simionato Nuova Atletica Fanfulla Lodigiana | 7056 p.     |
| Eptathlon (donne)                                                                       | Flavia Nasella ACSI Italia Atletica    | 5468 p.     | Carolina Bianchi Atletica Lugo                    | 5450 p.     | Enrica Cipolloni Gruppo Sportivo Fiamme Oro          | 5376 p.     |
| record dei campionati; record nazionale; record personale; record personale stagionale. |                                        |             |                                                   |             |                                                      |             |